# Benedikt Turudić
Benedikt Turudic (Giessen, 27 de enero de 1997) es un jugador de baloncesto croata con pasaporte alemán. Mide 2,06 metros de altura y ocupa la posición de pívot. Pertenece a la plantilla del Hamburg Towers de la Basketball Bundesliga alemana. 

## Carrera profesional
La temporada 2014-2015 la pasó en el júnior del KK Cedevita. En 2015 ficha por el Mitteldeutscher BC en el que jugaría durante 5 temporadas en la Basketball Bundesliga.
En verano de 2020, firma por el BG 74 Göttingen de la Basketball Bundesliga.
El 11 de enero de 2021, regresa al Mitteldeutscher BC de la Basketball Bundesliga, hasta el final de la temporada.
En la temporada 2021-22, firma por el Basketball Löwen Braunschweig de la Basketball Bundesliga alemana.